# Deng Shiru
Dèng Shírú (en chinois traditionnel: 鄧石如, simplifié: 邓石如), né en 1739 ou 1747 et décédé en 1805 dans la province d'Anhui, était un calligraphe, et fondateur de l’école Wăn (皖派) de l’art de la  gravure de sceau.